# Красная черта (политика)
Красная черта (также красная линия от англ. red line), которую нельзя «пересекать» — в политике обозначение предела терпения одной из сторон — позиции, при нарушении которой «безопасность более не гарантирована».
Обычно красная черта открыто сообщается оппоненту для удержания его от совершения необратимых действий. В технике переговоров, однако, красной чертой являются предельные уступки, которые можно сделать другой стороне, не обессмысливая соглашение — и такая красная черта (в английском часто обозначаемая как англ. fallback position), естественно, хранится в секрете. Некоторые авторы считают, что возможная утрата секретности и излишняя готовность профессиональных дипломатов поспешно отступить с целью достижения договорённости диктуют необходимость отсутствия красной черты, определённой до переговоров.

## Происхождение
Происхождение английского варианта словосочетания (англ. red line, во французском языке пересекать не следует «жёлтую линию», фр. la ligne jaune, это название происходит от существовавшей во Франции до 1972 года линии дорожной разметки) спорно.
А. Мельник относит словосочетание к одноимённому соглашению 1928 года о разделе ближневосточной нефтяной промышленности после распада Османской империи. Поскольку границы в империи были плохо обозначены, армянский промышленник Г. Гюльбенкян произвольно провёл их на карте красным карандашом. Выражение сохранило популярность в англоязычном мире и использовалось, в частности, в дипломатии при создании ООН.
Б. Зиммер считает, что выражение произошло от знаменитой «тонкой красной линии» во время Крымской войны.
Уордсворт со ссылкой на Оксфордский словарь утверждает, что термин произошёл от красной черты, обозначающей опасный предел на приборах автомобилей, а в широкое употребление в английском языке метафорическое значение словосочетания вошло в 1970-е годы.
Б. Тертрэ упоминает все вышеперечисленные ассоциации (хотя считает, что обозначение красной черты на индикаторах автомобилей и самолётов вторично и пришло в 1950-е годы), указывает два других примера: «красную линию» между Кенией и Суданом, проведённую в 1931 году (также известна как «линия Глендэя») и тот факт, что название Рубикона происходит от красного цвета его воды, так что, возможно, выражение восходит ко временам Цезаря и связано с переходом Рубикона.

## Использование политиками
Термин приобрёл популярность на границе XX и XXI веков и имеет несколько близких значений:
- обозначение позиции для переговоров во внутренних документах «наша красная черта проходит…»;
- сигнализация партнёру по переговорам о невозможности уступок по какому-то вопросу (например, Иран обозначил возможность продолжения работ по обогащению урана как красную черту в переговорах по СВПД);
- декларация нетерпимости тех или иных действий оппонента (явная или скрытая — выражаемая, например, через применение силы).

Наиболее часто словосочетание употребляется в израильской политике (уже с 1970-х годов).
До 2013 года американские президенты использовали словосочетание лишь 47 раз в 33 речах. При этом в некоторых случаях словосочетание использовалось в других смыслах (например, «красная линия» в смысле «красный телефон»). К международной политике относилось лишь 13 упоминаний — и 11 из них принадлежали Бараку Обаме, начиная с 2012 года, когда Обама обозначил недопустимость применения химического оружия в гражданской войне в Сирии. Кроме Обамы, в приложении к внешней политике США слово употреблял лишь президент Буш-младший, по одному разу в связи с ракетной программой КНДР и по поводу отношений КНР и Тайваня.
Термин «красная черта» широко используется при описании внешней политики Китая («дипломатия красных черт», англ. red-line diplomacy) как исследователями, так и во внутренних документах китайского руководства. Китайский подход, состоящий в невозможности уступок в области жизненно-важных интересов и территорий, порождён успешным опытом по изоляции Тайваня.

## Дипломатия красных черт
Тертрэ предлагает следующее определение для «красной черты»: «сдерживание противника с помощью (обычно публичных) заявлений указывающих на предел, который не следует пересекать, и последствия в случае нарушения». Тертрэ указывает на отличия красной черты от ультиматума: ультиматум обычно состоит в требовании действий под угрозой применения силы, а суть красной черты состоит в том, чтобы противник, наоборот, воздержался от действий.
Дипломатия красных черт часто оказывается неуспешной, среди причин Тертрэ называет следующие:
- недостаточная определённость самой красной черты (даже в случае естественных красных черт — государственных границ — возможна неопределённость, например, приведшая к конфликтам между СССР и Японией в 1930-х годах)[16];
- нечёткость при описании ответных действий (так, в Корейской войне в 1950 году Китай заявил, что пересечении американцами 38-й параллели будет «серьёзно рассмотрено», на что США не обратили внимания)[17];
- ощущение нерешимости применить силу (например, после Судетского кризиса Гитлер не верил в эффективность гарантий, выданных Францией и Великобританией Польше. О нерешительности свидетельствует также передвижение красных линий). «Возможность причинить вред и декларация готовности сами по себе недостаточны»[18];
- несоразмерность масштаба угрозы и возможного выигрыша в случае пересечения черты (так, египетский президент Садат, начиная войну Судного дня, считал, что даже в случае поражения общая обстановка на Ближнем Востоке изменится в пользу Египта)[19].

У дипломатии красных черт есть и другие недостатки:
- декларация красной черты может быть воспринята противником как знак приемлемости поведения, не затрагивающего красную черту (так, заявления Кеннеди Хрущёву о недопустимости захвата Западного Берлина в 1961 году создали ощущение приемлемости его изоляции)[20];
- по самой их природе, красные линии будут проверены на прочность с помощью действий, приближающихся к черте без её пересечения, создавая тем самым потенциал для неожиданной эскалации кризиса[21];
- в некоторых культурах сама декларация красной линии считается провокацией, которая требует ответа для поддержания чести[22].

Несмотря на недостатки, дипломатия красных линий широко используется и иногда достигает успеха, обычно это связано с чётким проведением самой красной черты, несомненно затрагивающей интересы государства, и очень высоким уровнем отпора. В качестве примера Тертрэ приводит ядерное сдерживание: территория стран, обладающих ядерным оружием, за двумя исключениями (война Судного дня и Фолклендская война), никогда не подвергалась атаке. В упомянутых исключениях оборонявшиеся страны никогда не заявляли, что их ядерный зонтик распространяется на атакованные территории (например, Египет не пытался нарушить границы 1949 года, предполагая, что именно там для Израиля проходит его красная линия).
Эффективность красной черты повышается, если:
- заявление делается руководителем страны в форме, предполагающей длительное предварительное обсуждение (коммюнике, письмо, совместное заявление нескольких стран)[24];
- или сама черта, или последствие её нарушения должны содержать недосказанность (в основе сдерживания лежит неопределённость). Жёсткое фиксирование обеих позиций может завести в «капкан обязательств» при изменении обстановки: сохранение репутации может потребовать действий, которые в изменившейся ситуации невыгодны[25]. Исследователи отмечают, что обычно выгоднее фиксировать черту, так США и Великобритания оставляют за собой возможность ядерного ответа на применение химического или бактериологического оружия, но сохраняют при этом свободу манёвра[25];
- демонстрируется готовность к действию в виде:
  - получения заранее от органов власти согласия на применение силы в случае нарушение черты,
  - манёвров или переброски вооружённых сил,
  - размещения небольших подразделений вооружённых сил на путях возможной атаки («сторожевых сил[англ.]») с тем, чтобы нападение вызвало гарантированные жертвы среди них и тем самым форсировало бы исполнение угроз, связанных с красной чертой.